# Halil Dervişoğlu
Halil İbrahim Dervişoğlu (ur. 8 grudnia 1999 w Rotterdamie) – turecki piłkarz, występujący na pozycji napastnika w tureckim klubie Gaziantep, do którego jest wypożyczony z Galatasaray SK oraz w reprezentacji Turcji. Uczestnik Mistrzostw Europy 2020.
Wychowanek Sparty Rotterdam, w trakcie swojej kariery grał także w takich zespołach jak m.in. Brentford czy Twente. Posiada również obywatelstwo holenderskie.